# Nebahat Çehre
Nebahat Çehre (Samsun, 15 de març de 1944), Miss Turquia 1960, és una model i actriu turca de cinema i de sèries de televisió. Filla d'una família de set germans, va créixer sense pare. Després de treballar com a model i de fer moltes pel·lícules com a actriu principal, va actuar en diverses sèries de televisió, en papers com ara la mare del soldà otomà Solimà I el Magnífic, a Muhteşem Yüzyıl.
El productor de cinema turc, Abdurrahman Keskiner, escrigué al seu llibre de memòries Apo Gardaş que el cineasta Yılmaz Güney l'havia colpejat durant el seu matrimoni, entre 1964 i 1968.
El març de 2016 Çehre inaugurà l'exposició "Kadına Şiddete Son" ("Prou violència contra les dones!") del servei d'assistència a la dona mal tractada, Alo 183.